# 在エルサレムアメリカ合衆国総領事館
在エルサレムアメリカ合衆国総領事館（ざいエルサレムアメリカがっしゅうこくそうりょうじかん、Consulate General of the United States, Jerusalem）は、アメリカ合衆国がイスラエルの都市エルサレムに設置していた総領事館を指す。2019年3月に同国の大使館と統合された。

## 概要
アメリカ合衆国がエルサレムに最初に領事館を設置したのはオスマン帝国領時代の1844年であり、場所はエルサレム旧市街地のヤッフォ門であった。1912年に西エルサレム・アグロンロードに移転した。
アグロンストリートに於けるアメリカ合衆国総領事館施設は18箇所あり、領事部はデビッド・フルッシャーストリートの建物に置かれていた。
またエルサレム総領事館ではエルサレムだけでなく、ヨルダン川西岸地区、ガザ地区を管掌地域としており、当該地域に在住するアメリカ合衆国国民に対する海外行政サービスも管轄した。

## 統合と再設置の動き
ドナルド・トランプ政権は2018年5月14日の米国大使館のエルサレム移転に引き続き、2019年3月4日に在エルサレム総領事館は大使館に統合され、総領事館の業務は大使館に引き継がれた。これは23年前の1995年10月に可決・成立していたエルサレム大使館法の内容に沿うものであったが、東エルサレムを将来を首都と位置付けるパレスチナ国や国際社会が反発した。
一方で米国の大統領がジョー・バイデンに交代した後の2021年5月、エルサレムをイスラエルの首都と認めないパレスチナ国への配慮として在エルサレム総領事館の再設置の意向をアントニー・ブリンケン米国国務長官が表明したが、同年9月の時点では具体的な日程は示されていない。